# Cannewitz (Grimma)

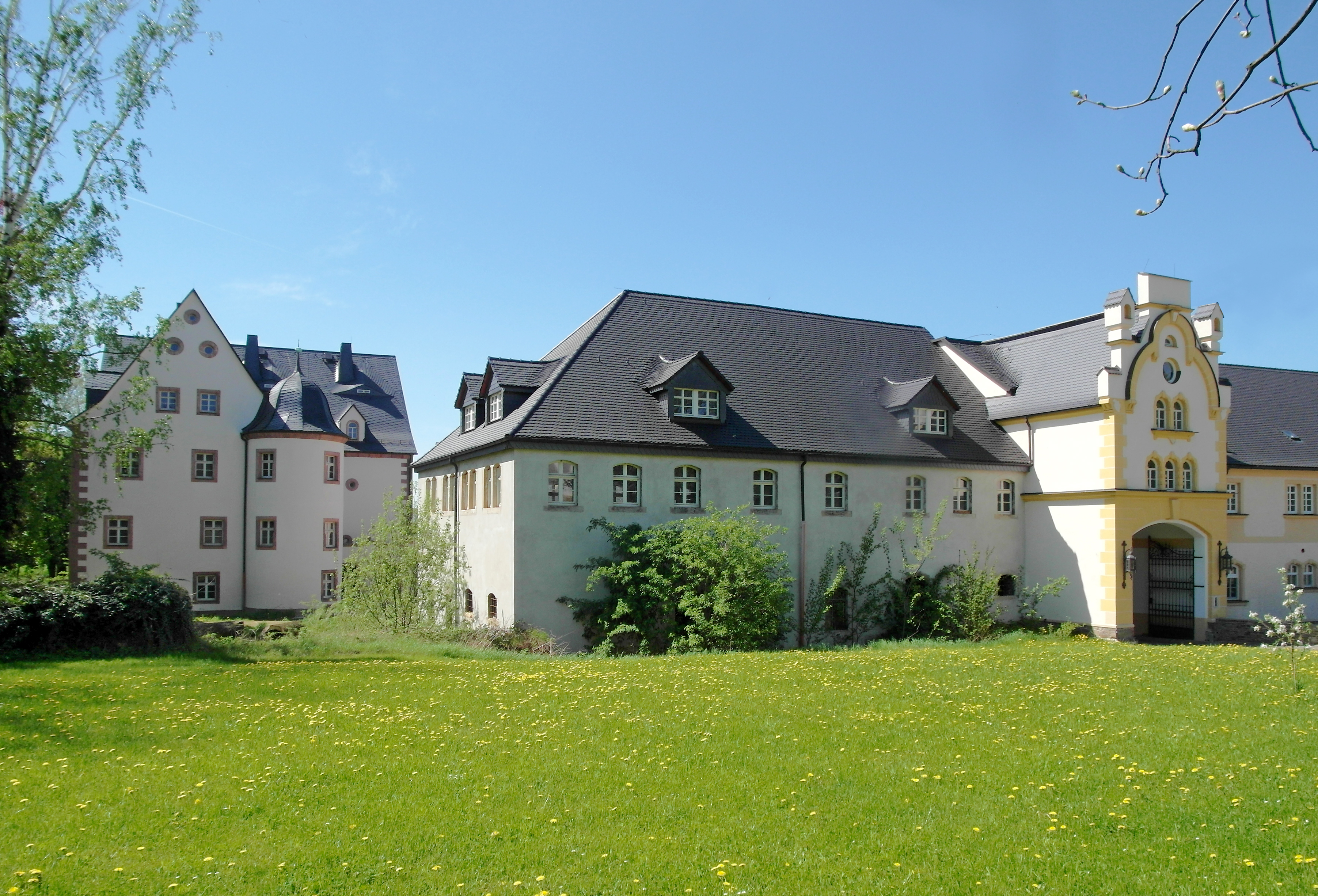
Rittergut Cannewitz, links das Herrenhaus

Cannewitz ist ein Gemeindeteil der sächsischen Stadt Grimma im Landkreis Leipzig.

## Geografie
Cannewitz liegt etwa 8,5 Kilometer nordöstlich von Grimma. Durch den Ort fließt das Mutzschener Wasser, ein rechter Zufluss der Vereinigten Mulde. Südlich von Cannewitz verläuft die Bundesautobahn 14, die nächstgelegene Anschlussstelle ist Mutzschen.
Nachbarorte von Cannewitz sind Fremdiswalde im Norden, Gaudichsroda im Nordosten, Wagelwitz im Osten, Serka im Südosten, Löbschütz im Süden, Thümmlitz im Südwesten sowie Denkwitz im Nordwesten.

## Geschichte

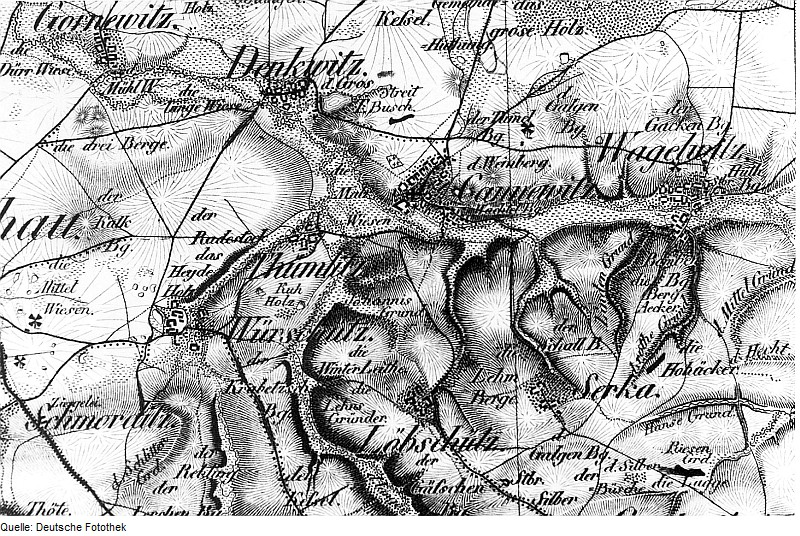
Cannewitz auf einer Karte von Hermann Oberreit (1836/39)

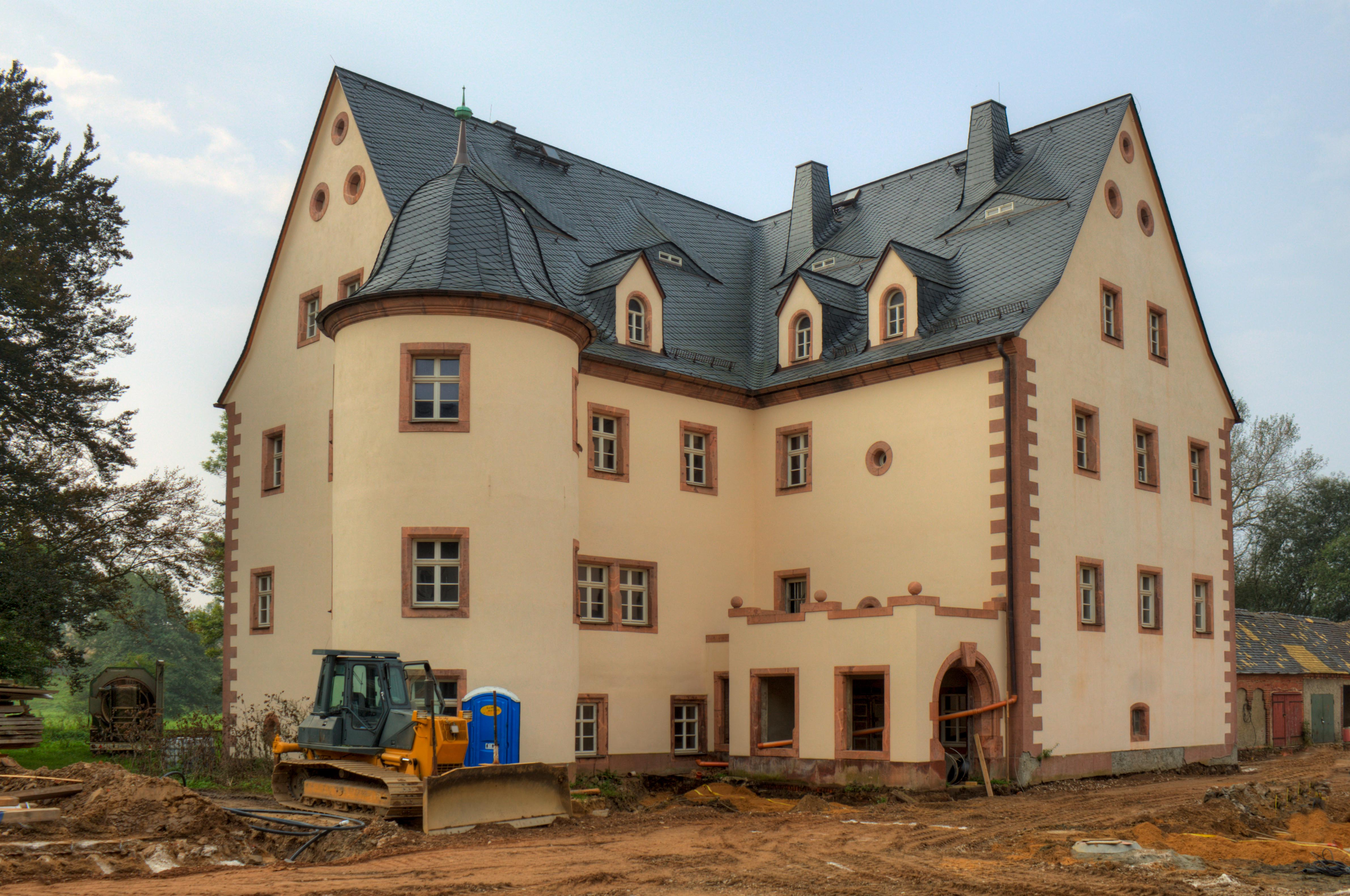
Das Herrenhaus des Rittergutes („Schloss“)

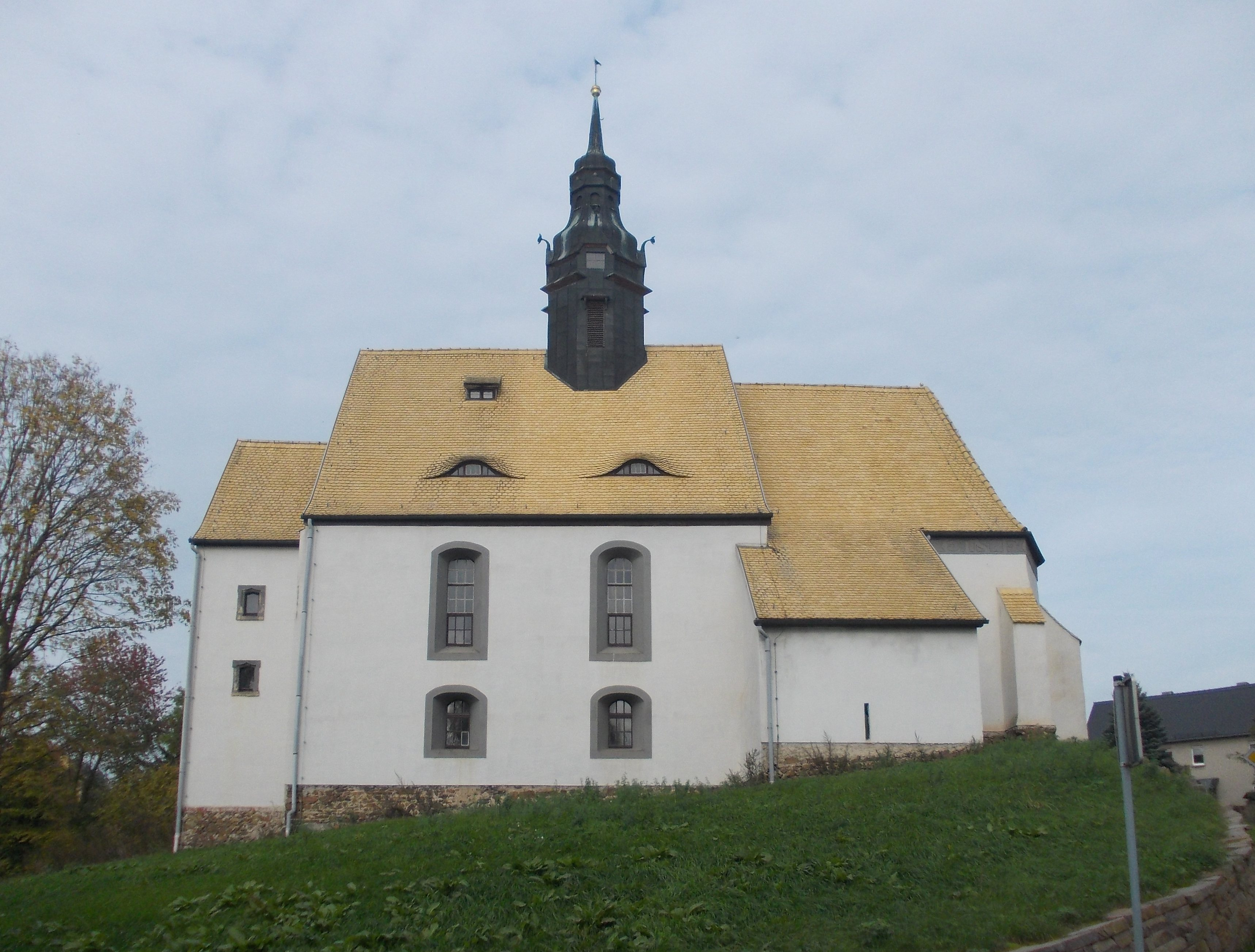
Dorfkirche

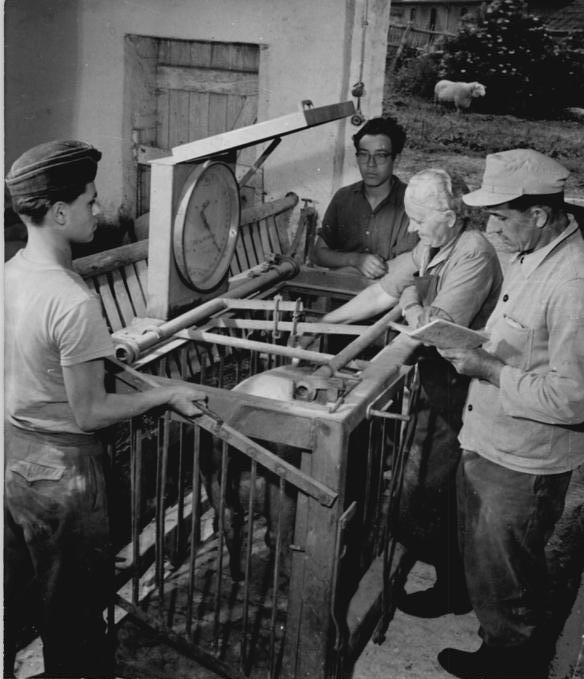
Arbeiter des VEG Cannewitz (1960)

Die erste belegte Ortsnamenform datiert von 1378 als Konewicz, 1421 schreibt man Canewicz.
Die ältesten Gebäudeteile der örtlichen Kirche datieren auf das 14. Jahrhundert. Bemerkenswert ist die mit Reliefs und dem Bildnis ihres Stifters, dem einstigen Herren auf Cannewitz, Wolf von Starschedel, versehene Sandsteinkanzel. Sie wurde 1612 von einem Meißener Bildhauer geschaffen. Ein weiteres kostbares Stück, der sogenannte „Gotteskasten“, eine aus einem eichenen Baumstamm gefertigte Truhe mit mächtigen Eisenbeschlägen, befindet sich heute im Grimmaer Museum. In dieser Truhe wurden einst der katholische Ornat und Abendmahlsgegenstände aufbewahrt.
1445 war für Cannewitz ein Rittersitz verzeichnet, ab 1551 ein Rittergut. Die Existenz reicht jedoch bis in das 13. Jahrhundert zurück, da der Ursprung der Brauerei Cannewitz, welche sich auf dem Rittergut befand und nach altem Landesrecht das Braurecht besaß, bis ins 13. Jahrhundert zurückreicht. Als erster Besitzer ist ein Balthasar von Döben bekannt. Der Kern des Herrenhauses geht auf das späte 16. Jahrhundert zurück. Die Familie von Starschädel besaß das Gut seit 1629 und verkaufte es 1699 an den Grafen von Bünau. Bereits im Mittelalter wurde Hopfenanbau betrieben. Gemäß einem Erbregister von 1665 hatten die Untertanen des Ritterguts die Stangen für den Anbau zu liefern. – Das 1946 gegründete und 1991 aufgelöste Volkseigene Gut (VEG) versuchte von 1952 an auf 10 Hektar Fläche einen erneuten Anbau, der aber 1972 mangels Qualität eingestellt wurde. 1745 ging das Rittergut an den Grafen von Stubenberg.
August Schumann nennt 1817 im Staats-, Post- und Zeitungslexikon von Sachsen Cannewitz betreffend u. a.: 

„Es gehört dem hiesigen altschriftsässigen Rittergute, hat einen Filialkirche von Nerchau, eine Schule, 130 Einwohner, welche 67 Kühe, 15 Pferde und 6 Hufen besitzen. Zum Rittergute gehören noch das Dorf Denkwitz und ein Theil von Wagelwitz. […] In die hiesige Kirche sind eingepfarrt: Denkwitz, Thümlitz, Löschütz und Serka. Bei dem Dorfe liegt auch eine Mühle.“

Albert Schiffner ergänzt bzw. korrigiert 1830 u. a.: 

„Das Dorf hat nicht 130, sondern an 250 Seelen, deren im Ritterguts-Sprengel an 550, […]. Das wohlgebaute, mit schönen Feldern, Fischerei u. s. w. versehene Rittergut ist jetzt schon gewissermassen mit Mutzschen combinirt, […]. Es leitet 2 Ritterpferde, und hat in N eine Ziegelei, auch (mindestens früher) einen kleinen Weinberg.“

1827 ging das Rittergut durch Erbschaft an die Familie von Lüttichau sowie später an die Familie von Cannewitz und nachfolgend an die bürgerliche Familie Schubert, welche das Gut 1848 an das Justizamt Grimma übertrug. Nach einem verheerenden Brand in der Nacht auf den 1. August 1897 erfolgte eine umfassende Innensanierung. 1900 erwarb Max Radegast das Anwesen und führte hier einen landwirtschaftlichen Betrieb.
Mit Eröffnung der Station „Cannewitz“ am 1. November 1888 erhielt der Ort Eisenbahnanschluss an der Schmalspurbahn Mügeln–Neichen.
Von 1946 bis 1991 wurden die Anlagen des Rittergutes vom Volkseigenen Gut bewirtschaftet, welches sich auf Tierzucht und Saatgutvermehrung konzentrierte. Nach der politischen Wende 1990 waren die Gebäude zeitweilig bewohnt und beherbergten Geschäftsräume sowie ein Jugendzentrum. Teile der Gebäude werden heute von einer Agrargenossenschaft genutzt, welche auf den landwirtschaftlichen Flächen um Cannewitz Ackerbau betreibt. Das Herrenhaus stand lange Zeit leer und verfiel zusehends. Im Jahr 2014 wurde es von der Firma Schicketanzhof erworben und umfassend saniert.
Am 1. Januar 1950 wurde Thümmlitz eingemeindet. Denkwitz und Serka kamen am 1. Juli 1950 hinzu. 1972 folgte Wagelwitz.
Am 28. August 1967 wurde der Personenverkehr auf der Schmalspurstrecke eingestellt, am 1. Juli des darauffolgenden Jahres folgte der Güterverkehr. Die Gleisanlagen wurden später abgebaut.
Zum 1. Januar 1994 wurden die Ortschaften Cannewitz, Denkwitz, Löbschütz und Thümmlitz nach Nerchau eingemeindet, Wagelwitz wurde nach Mutzschen umgegliedert. Zum 1. Januar 2011 wurde Nerchau wiederum nach Grimma eingegliedert, womit Cannewitz seitdem ein Gemeindeteil von Grimma ist.

### Entwicklung der Einwohnerzahl
| Jahr    | Einwohnerzahl                                           |
| ------- | ------------------------------------------------------- |
| 1548/51 | 16 besessene Mann, 3 Gärtner, 14 Inwohner, 11 3⁄4 Hufen |
| 1764    | 16 besessene Mann, 26 Häusler, 6 Hufen                  |
| 1834    | 342                                                     |
| 1871    | 397                                                     |
| 1890    | 447                                                     |

| Jahr   | Einwohnerzahl |
| ------ | ------------- |
| 1910   | 395           |
| 1925   | 398           |
| 1939   | 408           |
| 1946   | 525           |
| 1950 1 | 744           |

| Jahr   | Einwohnerzahl |
| ------ | ------------- |
| 1964 1 | 660           |
| 1990 2 | 620           |
| 2010   | 308           |

### Brauerei Cannewitz

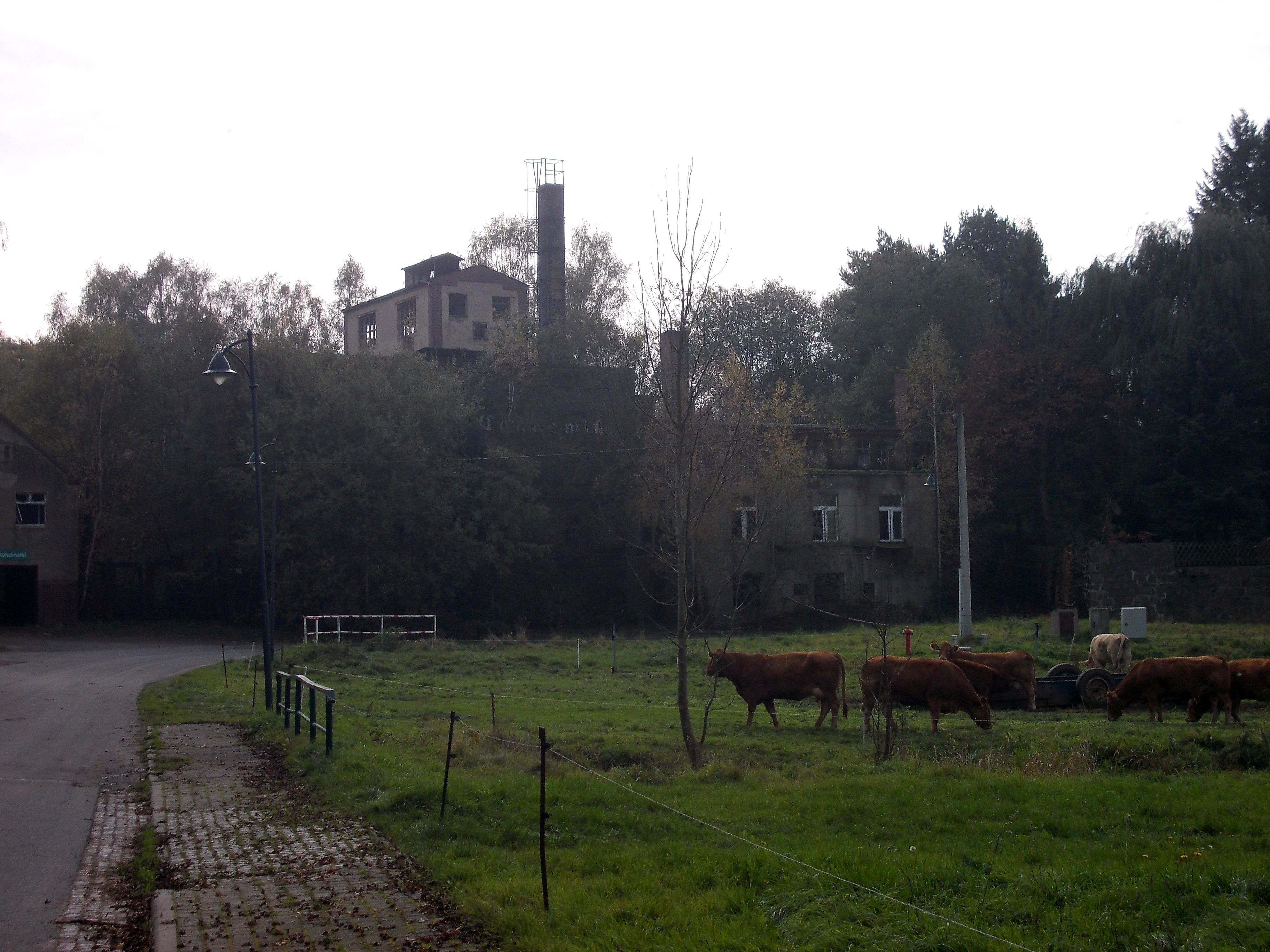
Ruinen der Brauerei

Der Ursprung der Cannewitzer Brauerei lag, wie oben erwähnt, im 13. Jahrhundert. Nach altem Landesrecht besaß das Rittergut zu dieser Zeit das Braurecht. Die Brauerei war anfangs ein nebensächlicher Teil der Gutswirtschaft, er erstreckte sich lediglich auf den Eigenbedarf. 1377 gelangte der Ort Cannewitz in den Besitz des Ritterguts, womit auch im Dorf ausgeschenkt werden durfte. Die Schenke von Cannewitz hatte über lange Zeit das alleinige Schankrecht. Doch ging dieses später auch auf die Einwohner des Ortes über und es entstand ein so genannter Reiheschank. Das hieß, man gab das Schankrecht „der Reihe nach“ von Haus zu Haus weiter.
Im 15. Jahrhundert wollte das Rittergut das Verkaufsrecht auch auf benachbarte und fernere Orte ausweiten, dem wurde aber 1435 vom Magistrat zu Grimma nicht stattgegeben, um durch das Einfuhrverbot seine eigene Brauerei zu schützen.
In der Nacht zum 1. August 1897 brannte das Rittergut fast vollständig ab, auch die Brauerei wurde Raub der Flammen. Die Loslösung vom Rittergut begann mit dem dadurch erforderlichen Neubau. Bereits vor diesem besaß Friedrich Louis Hanschmann den Brauereibetrieb zur Pacht. Am 26. September 1898 war Grundsteinlegung, bereits am 19. Januar des folgenden Jahres wurde erstmals gebraut, Ostern 1899 erfolgte der feierliche Einzug in die neuen Gebäude.
Nachdem Friedrich Louis Hanschmann gestorben war, übernahm Sohn Alfred die Brauerei und trat in den bestehenden Pachtvertrag ein. 1933 erwarb er die Anlagen käuflich und führte das Unternehmen bis 1953. Am 15. Mai 1972 wurde das Unternehmen enteignet und in Volkseigentum überführt.
Infolge der politischen Wende konnte sein Sohn Wolfgang am 1. Juni 1990 den Betrieb zurückerwerben. Die vorhandene Substanz war durch Verschleiß jedoch in katastrophalem Zustand und erforderte umfangreiche Neuinvestitionen. Wirtschaftlich schwierige Umstände zwangen Wolfgang Hanschmann im Jahr 1999 zur Aufgabe des Betriebes.
Im Oktober 2000 erwarb das Unternehmen Klaus Fruchtsäfte & Fruchtweine in Wurzen Markenrechte sowie Teile der Brauerei. Seitdem wird das Cannewitzer Bier nach Rezepturen von Alfred Hanschmann im südwestlich von Chemnitz gelegenen Gersdorf bei der Glückauf-Brauerei GmbH gebraut.

## Sehenswürdigkeiten
- die Kirche des Ortes ist im Kern eine gotische Saalkirche und stammt aus dem 14. Jahrhundert